# A narancsvidék (televíziós sorozat)
A narancsvidék (eredeti cím: The O.C., az "Orange County" rövidítése) egy népszerű televíziós dráma sorozat volt, amely 4 évadot élt meg 92 epizóddal. Josh Schwartz készítette. Amerikában 2003. augusztus 5-től 2007. február 22-ig futott, és a Fox Broadcasting Company sugározta. A magyar bemutató ismeretlen. Magyarországon a Viasat 3 mutatta be 2004. április 9-én.
A műsor a kaliforniai Orange megyében élő tinédzserek mindennapos kalandjairól és problémáiról szól. A sorozat nem a 2002-es ugyanilyen című film alapján készült, hanem egy produkciós cég emberei mondták Schwartznak, hogy készítsen egy televíziós sorozatot a kaliforniai Narancsvidékről.
Nagyon népszerű és elismert sorozat lett, több könyv és játék is készült belőle.
A humort főleg az adja, hogy a műsor számtalan esetben önmagát is parodizálja, egy fiktív televízióműsor, illetve egy fiktív képregény-sorozat keretein belül.
A főcímdalért a Phantom Planet nevű amerikai alternatív rock együttes felelt.
Számtalan egyéb médiában is utaltak a Narancsvidékre, 2013-ban török feldolgozás is készült belőle.
Sok rajongó főleg az első három évadot tartja a Narancsvidék csúcspontjának, a negyedik évad már nem ért el akkora sikereket, a Fox sem reklámozta már az epizódokat. Így 2007-ben bejelentették, hogy nem lesz ötödik évad, és eltörölték a sorozatot.
A műsor mai napig kultikus státusznak örvend, a rajongók még petíciókat is indítottak a produkció feltámasztása érdekében, ám végül nem lett belőle semmi.

## Szereplők
| Színész           | Magyar hang     | Szereplő            |
| ----------------- | --------------- | ------------------- |
| Benjamin McKenzie | Markovics Tamás | Ryan Atwood         |
| Adam Brody        | Előd Álmos      | Seth Cohen          |
| Rachel Bilson     | Roatis Andrea   | Summer Roberts      |
| Mischa Barton     | Csondor Kata    | Marissa Cooper      |
| Peter Gallagher   | Lux Ádám        | Sandy Cohen         |
| Kelly Rowan       | Németh Kriszta  | Kirsten Cohen       |
| Melinda Clarke    | Törtei Tünde    | Julie Cooper-Nichol |
| Willa Holland     | Mezei Kitty     | Kaitlin Cooper      |
| Chris Carmack     | Gerő Gábor      | Luke Ward           |
| Autumn Reeser     | Vadász Bea      | Taylor Townsend     |
| Alan Dale         | Koroknay Géza   | Caleb Nichol        |
| Tate Donovan      | Juhász György   | Jimmy Cooper        |

## Epizódok
| Évad | Évad | Epizódok | Eredeti sugárzás    | Eredeti sugárzás  | Eredeti adó |
| Évad | Évad | Epizódok | Évadpremier         | Évadfinálé        | Eredeti adó |
| ---- | ---- | -------- | ------------------- | ----------------- | ----------- |
|      | 1    | 27       | 2003. augusztus 5.  | 2004. május 5.    | FOX         |
|      | 2    | 24       | 2004. november 4.   | 2005. május 19.   | FOX         |
|      | 3    | 25       | 2005. szeptember 8. | 2006. május 18.   | FOX         |
|      | 4    | 16       | 2006. november 2.   | 2007. február 22. | FOX         |